# Провінції Кенії

Провінції Кенії

Провінції Кенії були замінені системою повітів у 2013 році.

## Історія
До нової конституції Кенії, яка набула чинності в 2013 році, Кенія була розділена на вісім провінцій (див. карту). Провінції були підрозділені на 46 округів (крім Найробі), які були поділені на 262 дивізіони. Дивізіони були поділені на 2427 населених пунктів, а ті на 6 612 підрозділів. Провінцією керував провінційний уповноважений.
Місцеві органи Кенії в основному не дотримуються загальних меж з підрозділами. Вони класифікуються як міські, муніципалітетні, міські чи повітові ради.
Третім дискретним типом класифікації є виборчі округи. Вони є виборчими районами без адміністративних функцій і далі підрозділяються на підрозділи.

## Колишні провінції
1. Центральна
2. Прибережна
3. Східна
4. Найробі
5. Північно-Східна
6. Ньянза
7. Рифт-Валлі
8. Західна

## Округи колишніх провінцій
| №  | Округ            | Провінція       | Площа (км2) | Перепис населення 2009 | Адміністративний центр |
| -- | ---------------- | --------------- | ----------- | ---------------------- | ---------------------- |
| 1  | Момбаса          | Прибережна      | 212.5       | 939,370                | Момбаса                |
| 2  | Квале            | Прибережна      | 8,270.3     | 649,931                | Квале                  |
| 3  | Кіліфі           | Прибережна      | 12,245.9    | 1,109,735              | Кіліфі                 |
| 4  | Тана-Ривер       | Прибережна      | 35,375.8    | 240,075                | Хола                   |
| 5  | Ламу             | Прибережна      | 6,497.7     | 101,539                | Ламу                   |
| 6  | Тїта-Тавета      | Прибережна      | 17,083.9    | 284,657                | Вої                    |
|    | Всього           | Прибережна      | 79,686.1    | 3,325,307              |                        |
| 7  | Гарісса          | Північно-Східна | 45,720.2    | 623,060                | Гарісса                |
| 8  | Ваджир           | Північно-Східна | 55,840.6    | 661,941                | Ваджир                 |
| 9  | Мандера          | Північно-Східна | 25,797.7    | 1,025,756              | Мандера                |
|    | Всього           | Північно-Східна | 127,358.5   | 2,310,757              |                        |
| 10 | Марсабіт         | Східна          | 66,923.1    | 291,166                | Марсабіт               |
| 11 | Ісіоло           | Східна          | 25,336.1    | 143,294                | Ісіоло                 |
| 12 | Меру             | Східна          | 5,127.1     | 1,356,301              | Меру                   |
| 13 | Тарака           | Східна          | 2,409.5     | 365,330                | Чука                   |
| 14 | Ембу             | Східна          | 2,555.9     | 516,212                | Ембу                   |
| 15 | Кітуй            | Східна          | 24,385.1    | 1,012,709              | Кітуй                  |
| 16 | Мачакос          | Східна          | 5,952.9     | 1,098,584              | Мачакос                |
| 17 | Макуєні          | Східна          | 8,008.9     | 884,527                | Воте                   |
|    | Всього           | Східна          | 140,698.6   | 5,668,123              |                        |
| 18 | Ньяндаруа        | Центральна      | 3,107.7     | 596,268                | Ол Калу                |
| 19 | Ньєрі            | Центральна      | 2,361.0     | 693,558                | Ньєрі                  |
| 20 | Кіриняга         | Центральна      | 1,205.4     | 528,054                | Керугоя / Кутус        |
| 21 | Муранга          | Центральна      | 2,325.8     | 942,581                | Муранга                |
| 22 | Кіямбу           | Центральна      | 2,449.2     | 1,623,282              | Кіямбу                 |
|    | Всього           | Центральна      | 11,449.1    | 4,383,743              |                        |
| 23 | Туркана          | Рифт-Валлі      | 71,597.8    | 855,399                | Лодвар                 |
| 24 | Вест-Покот       | Рифт-Валлі      | 8,418.2     | 512,690                | Капенгурія             |
| 25 | Самбуру          | Рифт-Валлі      | 20,182.5    | 223,947                | Маралал                |
| 26 | Транс-Нзоя       | Рифт-Валлі      | 2,469.9     | 818,757                | Кітале                 |
| 27 | Уазін-Гішу       | Рифт-Валлі      | 2,955.3     | 894,179                | Елдорет                |
| 28 | Ельгейо-Мараквет | Рифт-Валлі      | 3,049.7     | 369,998                | Ітен                   |
| 29 | Нанді            | Рифт-Валлі      | 2,884.5     | 752,965                | Капсабет               |
| 30 | Баринго          | Рифт-Валлі      | 11,075.3    | 555,561                | Кабарнет               |
| 31 | Лайкіпіа         | Рифт-Валлі      | 8,696.1     | 399,227                | Румуруті               |
| 32 | Накуру           | Рифт-Валлі      | 7,509.5     | 1,603,325              | Накуру                 |
| 33 | Нарок            | Рифт-Валлі      | 17,921.2    | 850,920                | Нарок                  |
| 34 | Каджіадо         | Рифт-Валлі      | 21,292.7    | 687,312                | Каджіадо               |
| 35 | Керичо           | Рифт-Валлі      | 2,454.5     | 752,396                | Керичо                 |
| 36 | Бомет            | Рифт-Валлі      | 1,997.9     | 730,129                | Бомет                  |
|    | Всього           | Рифт-Валлі      | 182,505.1   | 10,006,805             |                        |
| 37 | Какамега         | Західна         | 3,033.8     | 1,660,651              | Какамега               |
| 38 | Віхіга           | Західна         | 531.3       | 554,622                | Віхіга                 |
| 39 | Бунгома          | Західна         | 2,206.9     | 1,375,063              | Бунгома                |
| 40 | Бусіа            | Західна         | 1,628.4     | 743,946                | Бусіа                  |
|    | Всього           | Західна         | 7,400.4     | 4,334,202              |                        |
| 41 | Сіая             | Ньянза          | 2,496.1     | 842,304                | Сіая                   |
| 42 | Кісуму           | Ньянза          | 2,009.5     | 968,909                | Кісуму                 |
| 43 | Хома-Бей         | Ньянза          | 3,154.7     | 963,794                | Хома-Бей               |
| 44 | Мігорі           | Ньянза          | 2,586.4     | 917,170                | Мігорі                 |
| 45 | Кісії            | Ньянза          | 1,317.9     | 1,152,282              | Кісії                  |
| 46 | Няміра           | Ньянза          | 912.5       | 598,252                | Няміра                 |
|    | Всього           | Ньянза          | 12,477.1    | 5,442,711              |                        |
| 47 | Найробі          | Найробі         | 694.9       | 3,138,369              | Найробі                |
|    | Разом            |                 | 581,309.0   | 38,610,097             |                        |